# Gulf (Caroline du Nord)
Pour les articles homonymes, voir Gulf.
Gulf est une census-designated place américaine située dans le comté de Chatham dans l'État de Caroline du Nord. En 2010, sa population était de 144 habitants.

## Source de la traduction
- (en) Cet article est partiellement ou en totalité issu de l’article de Wikipédia en anglais intitulé « Gulf, North Carolina » (voir la liste des auteurs).